# U-1062
| U-1062                     | U-1062 | U-1062 |
| -------------------------- | --- | --- |
|                            | | |
|                            | | |
|                            | | |
| Під прапором               | Третій Рейх | Третій Рейх |
| Спуск на воду              | 8 травня 1943 року | 8 травня 1943 року |
| Виведений зі складу флоту  | 19 червня 1943 року | 19 червня 1943 року |
| Сучасний статус            | 30 вересня 1944 року потоплений західніше островів Зеленого мису американським ескортним міноносцем «Фессенден»                       | 30 вересня 1944 року потоплений західніше островів Зеленого мису американським ескортним міноносцем «Фессенден»                       |
| Проєкт                     | | |
| Тип ПЧ                     | Торпедний ДПЧ | Торпедний ДПЧ |
| Розробник проєкту          | Friedrich Krupp Germaniawerft, Кіль                                                                                                   | Friedrich Krupp Germaniawerft, Кіль                                                                                                   |
| Основні характеристики     | | |
| Швидкість (надводна)       | 17,6 вузла | 17,6 вузла |
| Швидкість (підводна)       | 7,6 вузла | 7,6 вузла |
| Робоча глибина занурення   | 100 м | 100 м |
| Гранична глибина занурення | 200 м | 200 м |
| Автономність плавання      | 14 700 миль (27 200 км) на швидкості 10 вузлів (18,6 км/год) (надводна) 75 миль (139 км) на швидкості 4 вузли (7,4 км/год) (підводна) | 14 700 миль (27 200 км) на швидкості 10 вузлів (18,6 км/год) (надводна) 75 миль (139 км) на швидкості 4 вузли (7,4 км/год) (підводна) |
| Екіпаж                     | 44 осіб | 44 осіб |
| Розміри                    | | |
| Довжина найбільша (по КВЛ) | 77,6 м | 77,6 м |
| Ширина корпусу найб.       | 7,3 м | 7,3 м |
| Висота                     | 9,6 м | 9,6 м |
| Середня осадка (по КВЛ)    | 4,91 м | 4,91 м |
| Водотоннажність надводна   | 1084 т | 1084 т |
| Озброєння                  | | |
| Торпедно- мінне озброєння  | 4 носових і один кормовий ТА 14 торпед + 39 резервних торпед                                                                          | 4 носових і один кормовий ТА 14 торпед + 39 резервних торпед                                                                          |
| ППО                        | 1 × 37-мм зенітна гармата SKC/30 2 × 20-мм зенітні гармати FlaK 30                                                                    | 1 × 37-мм зенітна гармата SKC/30 2 × 20-мм зенітні гармати FlaK 30                                                                    |

U-1062 — німецький підводний човен типу VIIF, що входив до складу Військово-морських сил Третього Рейху за часів Другої світової війни. Закладений 12 серпня 1942 року на корабельні Friedrich Krupp Germaniawerft у Кілі. Спущений на воду 8 травня 1943 року, а 19 червня 1943 року корабель увійшов до складу 5-ї навчальної флотилії ПЧ ВМС нацистської Німеччини. Єдиним командиром човна був оберлейтенант-цур-зее Карл Альбрехт.

## Історія служби
U-1062 належав до німецьких підводних човнів типу VIIF, однієї з модифікацій найчисленнішого типу субмарин Третього Рейху, яких випущено 703 одиниці. Човни цього типу були найбільшими та найважчими човнами типу VII. Вони не озброювалися палубною гарматою, як всі інші човни типу VII. У варіанті торпедного транспорту U-1062 міг нести до 39 торпед та стандартні 14 для власного застосування. Службу розпочав у складі 5-ї навчальної та з 1 січня 1944 року — після завершення підготовки — в 12-й бойовій флотилії ПЧ Крігсмаріне. З грудня 1943 до вересня 1944 року підводний човен здійснив два бойові походи в Атлантичний океан, під час яких не потопив та не пошкодив жодного судна чи корабля.
18 грудня 1943 року U-1062 вийшов з Кіля, 24 грудня прибувши до Бергена, де пробув до 3 січня 1944 року, коли вийшов у похід до Пенанга, куди приплив 19 квітня, завантажений запасними торпедами для групи Мусон (нім. Gruppe Monsun), спеціальної групи німецьких підводних човнів, що діяли в Індійському та Тихому океанах. 15 липня човен вирушив з Пенанга до Німеччини, але 30 вересня був перехоплений в Центральній Атлантиці західніше Кабо-Верде пошуково-ударною групою на чолі з американським ескортним авіаносцем «Мішн Бей» і потоплений американським ескортним міноносцем «Фессенден». Всі 55 членів екіпажу загинули.